# 柳特克森特
柳特克森特，是西班牙巴伦西亚自治区巴伦西亚省的一个市镇。总面积40平方公里，总人口2455人（2001年），人口密度61人/平方公里。